# 吉田理恩
吉田 理恩（よしだ りおん、1997年11月23日 - ）は、日本の元俳優である。劇団東俳に所属していた。東京校研究生。
2017年から 映像コンテンツ権利処理機構 に連絡の取れない権利者として掲載されている 。

## 出演

### テレビドラマ
- 月曜ミステリー劇場 狂った果実2002（2002年、TBS）
- いま、会いにゆきます 第3話（2005年、TBS）岡崎博史 役
- 純情きらり（2006年、NHK）
- 吾輩は主婦である（2006年、TBS）三城 役
- 大河ドラマ 風林火山（2007年、NHK）孫六 役
- 渡る世間は鬼ばかり（2008年～2017年TBS）野田良武 役

### 映画
- 食いしん坊2 - 拓海 役

### CM
- セガ 鉄腕アトム
- リクルートコスモス
- 三ツ矢サイダー 兄弟篇（2008年）兄 役